# 1749
Portal Geschichte | Portal Biografien | Aktuelle Ereignisse | Jahreskalender | Tagesartikel

◄ |
17. Jahrhundert |
18. Jahrhundert
| 19. Jahrhundert | ►

◄ |
1710er |
1720er |
1730er |
1740er
| 1750er | 1760er | 1770er | ►

◄◄ |
◄ |
1745 |
1746 |
1747 |
1748 |
1749
| 1750 | 1751 | 1752 | 1753 | ► | ►►
Staatsoberhäupter  · Nekrolog  · Literaturjahr · Musikjahr
| Januar | Januar | Januar | Januar | Januar | Januar | Januar | Januar |
| Kw     | Mo     | Di     | Mi     | Do     | Fr     | Sa     | So     |
| ------ | ------ | ------ | ------ | ------ | ------ | ------ | ------ |
| 1      |        |        | 1      | 2      | 3      | 4      | 5      |
| 2      | 6      | 7      | 8      | 9      | 10     | 11     | 12     |
| 3      | 13     | 14     | 15     | 16     | 17     | 18     | 19     |
| 4      | 20     | 21     | 22     | 23     | 24     | 25     | 26     |
| 5      | 27     | 28     | 29     | 30     | 31     |        |        |

| Februar | Februar | Februar | Februar | Februar | Februar | Februar | Februar |
| Kw      | Mo      | Di      | Mi      | Do      | Fr      | Sa      | So      |
| ------- | ------- | ------- | ------- | ------- | ------- | ------- | ------- |
| 5       |         |         |         |         |         | 1       | 2       |
| 6       | 3       | 4       | 5       | 6       | 7       | 8       | 9       |
| 7       | 10      | 11      | 12      | 13      | 14      | 15      | 16      |
| 8       | 17      | 18      | 19      | 20      | 21      | 22      | 23      |
| 9       | 24      | 25      | 26      | 27      | 28      |         |         |

| März | März | März | März | März | März | März | März |
| Kw   | Mo   | Di   | Mi   | Do   | Fr   | Sa   | So   |
| ---- | ---- | ---- | ---- | ---- | ---- | ---- | ---- |
| 9    |      |      |      |      |      | 1    | 2    |
| 10   | 3    | 4    | 5    | 6    | 7    | 8    | 9    |
| 11   | 10   | 11   | 12   | 13   | 14   | 15   | 16   |
| 12   | 17   | 18   | 19   | 20   | 21   | 22   | 23   |
| 1    | 24   | 25   | 26   | 27   | 28   | 29   | 30   |
| 14   | 31   |      |      |      |      |      |      |

| April | April | April | April | April | April | April | April |
| Kw    | Mo    | Di    | Mi    | Do    | Fr    | Sa    | So    |
| ----- | ----- | ----- | ----- | ----- | ----- | ----- | ----- |
| 14    |       | 1     | 2     | 3     | 4     | 5     | 6     |
| 15    | 7     | 8     | 9     | 10    | 11    | 12    | 13    |
| 16    | 14    | 15    | 16    | 17    | 18    | 19    | 20    |
| 17    | 21    | 22    | 23    | 24    | 25    | 26    | 27    |
| 18    | 28    | 29    | 30    |       |       |       |       |

| Mai | Mai | Mai | Mai | Mai | Mai | Mai | Mai |
| Kw  | Mo  | Di  | Mi  | Do  | Fr  | Sa  | So  |
| --- | --- | --- | --- | --- | --- | --- | --- |
| 18  |     |     |     | 1   | 2   | 3   | 4   |
| 19  | 5   | 6   | 7   | 8   | 9   | 10  | 11  |
| 20  | 12  | 13  | 14  | 15  | 16  | 17  | 18  |
| 21  | 19  | 20  | 21  | 22  | 23  | 24  | 25  |
| 22  | 26  | 27  | 28  | 29  | 30  | 31  |     |

| Juni | Juni | Juni | Juni | Juni | Juni | Juni | Juni |
| Kw   | Mo   | Di   | Mi   | Do   | Fr   | Sa   | So   |
| ---- | ---- | ---- | ---- | ---- | ---- | ---- | ---- |
| 22   |      |      |      |      |      |      | 1    |
| 23   | 2    | 3    | 4    | 5    | 6    | 7    | 8    |
| 24   | 9    | 10   | 11   | 12   | 13   | 14   | 15   |
| 25   | 16   | 17   | 18   | 19   | 20   | 21   | 22   |
| 26   | 23   | 24   | 25   | 26   | 27   | 28   | 29   |
| 27   | 30   |      |      |      |      |      |      |

| Juli | Juli | Juli | Juli | Juli | Juli | Juli | Juli |
| Kw   | Mo   | Di   | Mi   | Do   | Fr   | Sa   | So   |
| ---- | ---- | ---- | ---- | ---- | ---- | ---- | ---- |
| 27   |      | 1    | 2    | 3    | 4    | 5    | 6    |
| 2    | 7    | 8    | 9    | 10   | 11   | 12   | 13   |
| 29   | 14   | 15   | 16   | 17   | 18   | 19   | 20   |
| 30   | 21   | 22   | 23   | 24   | 25   | 26   | 27   |
| 31   | 28   | 29   | 30   | 31   |      |      |      |

| August | August | August | August | August | August | August | August |
| Kw     | Mo     | Di     | Mi     | Do     | Fr     | Sa     | So     |
| ------ | ------ | ------ | ------ | ------ | ------ | ------ | ------ |
| 31     |        |        |        |        | 1      | 2      | 3      |
| 32     | 4      | 5      | 6      | 7      | 8      | 9      | 10     |
| 33     | 11     | 12     | 13     | 14     | 15     | 16     | 17     |
| 34     | 18     | 19     | 20     | 21     | 22     | 23     | 24     |
| 35     | 25     | 26     | 27     | 28     | 29     | 30     | 31     |

| September | September | September | September | September | September | September | September |
| Kw        | Mo        | Di        | Mi        | Do        | Fr        | Sa        | So        |
| --------- | --------- | --------- | --------- | --------- | --------- | --------- | --------- |
| 36        | 1         | 2         | 3         | 4         | 5         | 6         | 7         |
| 37        | 8         | 9         | 10        | 11        | 12        | 13        | 14        |
| 38        | 15        | 16        | 17        | 18        | 19        | 20        | 21        |
| 39        | 22        | 23        | 24        | 25        | 26        | 27        | 28        |
| 40        | 29        | 30        |           |           |           |           |           |

| Oktober | Oktober | Oktober | Oktober | Oktober | Oktober | Oktober | Oktober |
| Kw      | Mo      | Di      | Mi      | Do      | Fr      | Sa      | So      |
| ------- | ------- | ------- | ------- | ------- | ------- | ------- | ------- |
| 40      |         |         | 1       | 2       | 3       | 4       | 5       |
| 41      | 6       | 7       | 8       | 9       | 10      | 11      | 12      |
| 42      | 13      | 14      | 15      | 16      | 17      | 18      | 19      |
| 43      | 20      | 21      | 22      | 23      | 24      | 25      | 26      |
| 44      | 27      | 28      | 29      | 30      | 31      |         |         |

| November | November | November | November | November | November | November | November |
| Kw       | Mo       | Di       | Mi       | Do       | Fr       | Sa       | So       |
| -------- | -------- | -------- | -------- | -------- | -------- | -------- | -------- |
| 44       |          |          |          |          |          | 1        | 2        |
| 45       | 3        | 4        | 5        | 6        | 7        | 8        | 9        |
| 46       | 10       | 11       | 12       | 13       | 14       | 15       | 16       |
| 47       | 17       | 18       | 19       | 20       | 21       | 22       | 23       |
| 48       | 24       | 25       | 26       | 27       | 28       | 29       | 30       |

| Dezember | Dezember | Dezember | Dezember | Dezember | Dezember | Dezember | Dezember |
| Kw       | Mo       | Di       | Mi       | Do       | Fr       | Sa       | So       |
| -------- | -------- | -------- | -------- | -------- | -------- | -------- | -------- |
| 49       | 1        | 2        | 3        | 4        | 5        | 6        | 7        |
| 50       | 8        | 9        | 10       | 11       | 12       | 13       | 14       |
| 51       | 15       | 16       | 17       | 18       | 19       | 20       | 21       |
| 52       | 22       | 23       | 24       | 25       | 26       | 27       | 28       |
| 1        | 29       | 30       | 31       |          |          |          |          |

| Januar | Januar | Januar | Januar | Januar | Januar | Januar | Januar |
| Kw     | Mo     | Di     | Mi     | Do     | Fr     | Sa     | So     |
| ------ | ------ | ------ | ------ | ------ | ------ | ------ | ------ |
| 1      |        |        | 1      | 2      | 3      | 4      | 5      |
| 2      | 6      | 7      | 8      | 9      | 10     | 11     | 12     |
| 3      | 13     | 14     | 15     | 16     | 17     | 18     | 19     |
| 4      | 20     | 21     | 22     | 23     | 24     | 25     | 26     |
| 5      | 27     | 28     | 29     | 30     | 31     |        |        |

| Februar | Februar | Februar | Februar | Februar | Februar | Februar | Februar |
| Kw      | Mo      | Di      | Mi      | Do      | Fr      | Sa      | So      |
| ------- | ------- | ------- | ------- | ------- | ------- | ------- | ------- |
| 5       |         |         |         |         |         | 1       | 2       |
| 6       | 3       | 4       | 5       | 6       | 7       | 8       | 9       |
| 7       | 10      | 11      | 12      | 13      | 14      | 15      | 16      |
| 8       | 17      | 18      | 19      | 20      | 21      | 22      | 23      |
| 9       | 24      | 25      | 26      | 27      | 28      |         |         |

| März | März | März | März | März | März | März | März |
| Kw   | Mo   | Di   | Mi   | Do   | Fr   | Sa   | So   |
| ---- | ---- | ---- | ---- | ---- | ---- | ---- | ---- |
| 9    |      |      |      |      |      | 1    | 2    |
| 10   | 3    | 4    | 5    | 6    | 7    | 8    | 9    |
| 11   | 10   | 11   | 12   | 13   | 14   | 15   | 16   |
| 12   | 17   | 18   | 19   | 20   | 21   | 22   | 23   |
| 1    | 24   | 25   | 26   | 27   | 28   | 29   | 30   |
| 14   | 31   |      |      |      |      |      |      |

| April | April | April | April | April | April | April | April |
| Kw    | Mo    | Di    | Mi    | Do    | Fr    | Sa    | So    |
| ----- | ----- | ----- | ----- | ----- | ----- | ----- | ----- |
| 14    |       | 1     | 2     | 3     | 4     | 5     | 6     |
| 15    | 7     | 8     | 9     | 10    | 11    | 12    | 13    |
| 16    | 14    | 15    | 16    | 17    | 18    | 19    | 20    |
| 17    | 21    | 22    | 23    | 24    | 25    | 26    | 27    |
| 18    | 28    | 29    | 30    |       |       |       |       |

| Mai | Mai | Mai | Mai | Mai | Mai | Mai | Mai |
| Kw  | Mo  | Di  | Mi  | Do  | Fr  | Sa  | So  |
| --- | --- | --- | --- | --- | --- | --- | --- |
| 18  |     |     |     | 1   | 2   | 3   | 4   |
| 19  | 5   | 6   | 7   | 8   | 9   | 10  | 11  |
| 20  | 12  | 13  | 14  | 15  | 16  | 17  | 18  |
| 21  | 19  | 20  | 21  | 22  | 23  | 24  | 25  |
| 22  | 26  | 27  | 28  | 29  | 30  | 31  |     |

| Juni | Juni | Juni | Juni | Juni | Juni | Juni | Juni |
| Kw   | Mo   | Di   | Mi   | Do   | Fr   | Sa   | So   |
| ---- | ---- | ---- | ---- | ---- | ---- | ---- | ---- |
| 22   |      |      |      |      |      |      | 1    |
| 23   | 2    | 3    | 4    | 5    | 6    | 7    | 8    |
| 24   | 9    | 10   | 11   | 12   | 13   | 14   | 15   |
| 25   | 16   | 17   | 18   | 19   | 20   | 21   | 22   |
| 26   | 23   | 24   | 25   | 26   | 27   | 28   | 29   |
| 27   | 30   |      |      |      |      |      |      |

| Juli | Juli | Juli | Juli | Juli | Juli | Juli | Juli |
| Kw   | Mo   | Di   | Mi   | Do   | Fr   | Sa   | So   |
| ---- | ---- | ---- | ---- | ---- | ---- | ---- | ---- |
| 27   |      | 1    | 2    | 3    | 4    | 5    | 6    |
| 2    | 7    | 8    | 9    | 10   | 11   | 12   | 13   |
| 29   | 14   | 15   | 16   | 17   | 18   | 19   | 20   |
| 30   | 21   | 22   | 23   | 24   | 25   | 26   | 27   |
| 31   | 28   | 29   | 30   | 31   |      |      |      |

| August | August | August | August | August | August | August | August |
| Kw     | Mo     | Di     | Mi     | Do     | Fr     | Sa     | So     |
| ------ | ------ | ------ | ------ | ------ | ------ | ------ | ------ |
| 31     |        |        |        |        | 1      | 2      | 3      |
| 32     | 4      | 5      | 6      | 7      | 8      | 9      | 10     |
| 33     | 11     | 12     | 13     | 14     | 15     | 16     | 17     |
| 34     | 18     | 19     | 20     | 21     | 22     | 23     | 24     |
| 35     | 25     | 26     | 27     | 28     | 29     | 30     | 31     |

| September | September | September | September | September | September | September | September |
| Kw        | Mo        | Di        | Mi        | Do        | Fr        | Sa        | So        |
| --------- | --------- | --------- | --------- | --------- | --------- | --------- | --------- |
| 36        | 1         | 2         | 3         | 4         | 5         | 6         | 7         |
| 37        | 8         | 9         | 10        | 11        | 12        | 13        | 14        |
| 38        | 15        | 16        | 17        | 18        | 19        | 20        | 21        |
| 39        | 22        | 23        | 24        | 25        | 26        | 27        | 28        |
| 40        | 29        | 30        |           |           |           |           |           |

| Oktober | Oktober | Oktober | Oktober | Oktober | Oktober | Oktober | Oktober |
| Kw      | Mo      | Di      | Mi      | Do      | Fr      | Sa      | So      |
| ------- | ------- | ------- | ------- | ------- | ------- | ------- | ------- |
| 40      |         |         | 1       | 2       | 3       | 4       | 5       |
| 41      | 6       | 7       | 8       | 9       | 10      | 11      | 12      |
| 42      | 13      | 14      | 15      | 16      | 17      | 18      | 19      |
| 43      | 20      | 21      | 22      | 23      | 24      | 25      | 26      |
| 44      | 27      | 28      | 29      | 30      | 31      |         |         |

| November | November | November | November | November | November | November | November |
| Kw       | Mo       | Di       | Mi       | Do       | Fr       | Sa       | So       |
| -------- | -------- | -------- | -------- | -------- | -------- | -------- | -------- |
| 44       |          |          |          |          |          | 1        | 2        |
| 45       | 3        | 4        | 5        | 6        | 7        | 8        | 9        |
| 46       | 10       | 11       | 12       | 13       | 14       | 15       | 16       |
| 47       | 17       | 18       | 19       | 20       | 21       | 22       | 23       |
| 48       | 24       | 25       | 26       | 27       | 28       | 29       | 30       |

| Dezember | Dezember | Dezember | Dezember | Dezember | Dezember | Dezember | Dezember |
| Kw       | Mo       | Di       | Mi       | Do       | Fr       | Sa       | So       |
| -------- | -------- | -------- | -------- | -------- | -------- | -------- | -------- |
| 49       | 1        | 2        | 3        | 4        | 5        | 6        | 7        |
| 50       | 8        | 9        | 10       | 11       | 12       | 13       | 14       |
| 51       | 15       | 16       | 17       | 18       | 19       | 20       | 21       |
| 52       | 22       | 23       | 24       | 25       | 26       | 27       | 28       |
| 1        | 29       | 30       | 31       |          |          |          |          |

## Ereignisse

### Politik und Weltgeschehen

#### Südostasien
- Frühjahr: Inta Pom wird nach dem Tod seines Vaters Inthasom König des laotischen Königreichs Luang Prabang. Nach acht Monaten tritt er zugunsten seines älteren Bruders Sotika Kuman zurück.

#### Timor
- 18. November: Gaspar da Costa und die mit Portugal verbündeten Topasse greifen die niederländische Festung Kupang an, in die sich mehrere aufständische Liurais geflüchtet haben. Der Angriff scheitert trotz einer enormen Übermacht. Die Topasse ziehen sich daraufhin nach Penfui zurück.
- 9. November: Auf der Insel Timor kommt es zur Schlacht von Penfui. Niederländische Soldaten und ihre Verbündeten bezwingen eine portugiesische Streitmacht samt den verbündeten Topasse unter Gaspar da Costa. Der Keim für die folgende Teilung der Insel durch beide Kolonialmächte ist damit gelegt.

#### Persien
- Schah Ruch, Enkel Nadir Schahs aus der Dynastie der Afschariden, besiegt seinen Onkel Ebrāhim Schah Afschār, nimmt ihn gefangen und lässt ihn blenden. Anschließend besteigt er den Pfauenthron als Schah Persiens und macht Maschhad zu seiner Hauptstadt. Er holt den einflussreichen Kleriker Sulaiman an seinen Hof, um den Abkömmling der früheren Herrscherdynastie der Safawiden unter seiner Kontrolle zu haben. Dieser wird allerdings von mehreren Adeligen am Hof davon überzeugt, den Schah Ende des Jahres zu stürzen, ihn ebenfalls blenden zu lassen, und als Sulaiman II. den Thron zu besteigen.

#### Europa
- 25. Juni: Mehrere Berner Handwerker und Händler um Samuel Henzi versammeln sich in Sulgenbach und verfassen gemeinsam ein Referendum zur Neuordnung Berns. Dieses enthält unter anderem folgende Punkte: Die traditionelle Zunftverfassung soll als solche beibehalten werden, Beamte sollen nur für eine bestimmte Zeit vom Volk gewählt werden, der Staatsetat soll jährlich und öffentlich abgerechnet werden, die Archive sollen geöffnet werden, den Bürgern der Stadt sollen alle Posten, Ämter und Stellen in Politik, Verwaltung und Militär offenstehen und die geltenden Gesetze sollen auch von den Patriziern beachtet werden. Am 2. Juli verrät der Student Friedrich Ulrich den Behörden die sogenannte Henzi-Verschwörung. Die Berner Regierung reagiert sehr rasch, da man ein Übergreifen des „Aufstandes“ auf das Land befürchtet. Am 3. Juli wird bereits heimlich in der ganzen Stadt nach den „Verschwörern“ gesucht. Am 4. Juli marschieren Truppen in die Stadt ein und etwa 70 „Verschwörer“ werden verhaftet. Henzi und zwei andere werden bereits wenige Tage später zum Tode verurteilt und am 17. Juli enthauptet. Andere werden entweder unter Hausarrest gestellt oder verbannt. Nur Gabriel Fueter und Gottfried Kuhn können sich der Verhaftung entziehen.
- 15. August: Der Vertrag von Paris regelt Grenzbereinigungen zwischen Frankreich und Genf. Genf wachsen unter anderem die Orte Chancy und Avully zu, während Frankreich das Territorium des Gex erhält.

### Wirtschaft

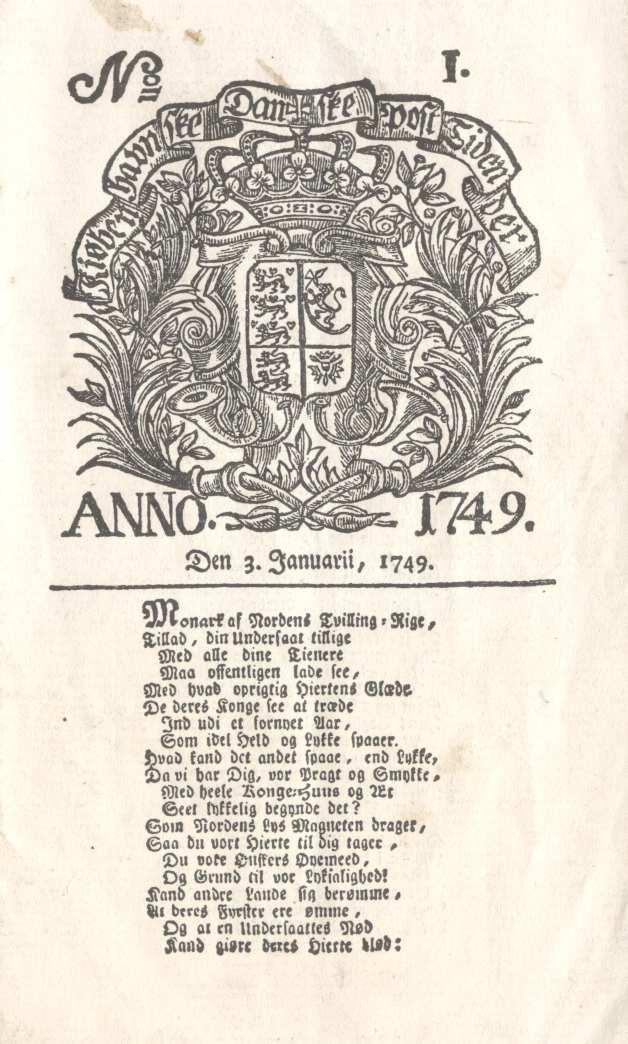
Erstausgabe der Berlingske Tidende

- 3. Januar: In Kopenhagen erscheint die Kjøbenhavnske Danske Post-Tidender, der Vorläufer der heutigen dänischen Zeitung Berlingske Tidende.
- 20. November: Gottfried Christian Albrecht Sievers gründet in der Nähe von Salzgitter die Sievers’sche Apotheke.

### Wissenschaft und Technik
- Denis Diderot veröffentlicht den Essay Brief über die Blinden zum Gebrauch für die Sehenden, für den er mittels Lettre de cachet vom 24. Juli bis zum 3. November im Staatsgefängnis im Donjon von Vincennes inhaftiert wird.
- 29. Oktober: Guillaume Le Gentil entdeckt im Sternbild Andromeda die als Messier 32 bezeichnete Zwerggalaxie.

### Kultur

#### Musik und Theater
- 27. Januar: Die Uraufführung der ersten Fassung der Oper Artaserse von Baldassare Galuppi auf das Libretto von Pietro Metastasio findet am neu eröffneten Theater nächst der Burg am Michaelerplatz in Wien statt.
- 4. Februar: Die Uraufführung der ersten Fassung der Oper Artaserse von Niccolò Jommelli, ebenfalls basierend auf Pietro Metastasios Libretto, findet am Teatro Argentina in Rom statt.
- Niccolò Jommelli wird per Dekret vom 20. April zum Maestro coadiutore (Vizekapellmeister) der Cappella Giulia am Petersdom ernannt, wo er am 1. Januar des folgenden Jahres seinen Dienst antreten soll.
- 10. Februar: Das Oratorium Susanna von Georg Friedrich Händel wird am Theatre Royal in Covent Garden in London uraufgeführt.
- 17. März: Das Oratorium Solomon von Georg Friedrich Händel wird am Theatre Royal in Covent Garden in London uraufgeführt.
- 27. April: Zur Feier der Beendigung des Österreichischen Erbfolgekriegs durch den Aachener Frieden lässt der britische König George II. im Londoner Green Park ein Feuerwerk veranstalten. Die anlässlich des Ereignisses uraufgeführte Feuerwerksmusik von Georg Friedrich Händel wird mit Begeisterung aufgenommen.
- Johann Sebastian Bach stellt die finale Version seiner h-Moll-Messe fertig.
- Mit dem Magnificat bewirbt sich Carl Philipp Emanuel Bach für die Nachfolge seines schwer erkrankten Vaters Johann Sebastian Bach als Thomaskantor in Leipzig.
- um 1749: Joseph Haydn komponiert die Missa brevis F-Dur.

### Gesellschaft
- Januar: Das Nashorn Clara hat in Paris einen Auftritt vor Ludwig XV., ein Verkaufsangebot des Eigentümers Douwe Mout van der Meer lehnt der französische König jedoch ab. Am Ende des Jahres wird Clara nach einer umfangreichen Frankreichtournee von Marseille nach Neapel eingeschifft. Bald kommt das Gerücht auf, van der Meer und sein Nashorn wären auf der Überfahrt ertrunken.
- 24. Juni: Der norwegische Freimaurerorden wird gegründet.
- 1. Oktober: Herzog Ernst Friedrich III. von Sachsen-Hildburghausen heiratet Louise von Dänemark auf Schloss Hirschholm.
- Oktober: Der Montagsklub, die älteste Berliner Aufklärungsgesellschaft, wird gegründet. Der „Klubb“ bietet ein Forum der Geselligkeit und Diskussion über Standes- und Berufsschranken hinweg. Staatsmänner, Juristen, Theologen, Philologen, Künstler, Mediziner, Literaten, Buchhändler treffen sich wöchentlich zu gemeinsamem Mahl und angeregter Unterhaltung.

### Religion
- 5. Mai: Mit der Enzyklika Peregrinantes erklärt Papst Benedikt XIV. das Jahr 1750 zum Heiligen Jahr.
- Nach dem Tod von Abraham Bedros I. Ardzivian am 1. Oktober wird Hagop Bedros II. Hovsepian der zweite Patriarch von Kilikien der Armenisch-katholischen Kirche.
- Die radikalpietistische Schrift Nordische Sammlungen, welche unterschiedene Exempel einer lebendigen und wahren Gottseligkeit im Reiche Schweden in sich halten, von Lars Segerholm werden in Schwedisch erstmals veröffentlicht.

### Katastrophen
- 13. April: Vor der Küste Südostindiens sinken die beiden britischen Linienschiffe Pembroke (60 Kanonen) und Namur (74 Kanonen) in einem Zyklon. 850 von 864 Besatzungsmitgliedern sterben.

### Natur und Umwelt
- 23. Juni: Ein Bergsturz führt in den Waadtländer Alpen zum Entstehen der südlichen Felswand des Berges Les Diablerets. Etwa 50 Millionen Kubikmeter Gestein rutschen ab. Der Lac de Derborence wird weiter aufgestaut.

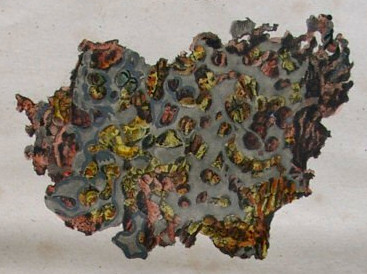
Krasnojarsk

- Der Meteorit Krasnojarsk, der erste bekannt gewordene Meteoritenfund in Russland, fällt nahe der gleichnamigen Stadt auf die Erde.

## Geboren

### Erstes Quartal
- 01. Januar: José María Chacón, spanischer Konteradmiral und Gouverneur von Trinidad († 1833)
- 09. Januar: Viktoria Hedwig Karoline von Anhalt-Bernburg-Schaumburg-Hoym, Freifrau von Bärental und Marquise de Favras († 1841)
- 10. Januar: Christian Gottlieb Gmelin, deutscher Apotheker († 1809)
- 12. Januar: Josef Anton Gerber, Schweizer Politiker († 1821)
- 13. Januar: Friedrich Müller, deutscher Maler, Kupferstecher und Dichter († 1825)
- 14. Januar: James Garrard, US-amerikanischer Politiker, Gouverneur von Kentucky († 1822)
- 16. Januar: Vittorio Alfieri, italienischer Dichter und Dramatiker († 1803)
- 16. Januar: Johann Gottlieb Bärstecher, deutscher Verleger, Theatertheoretiker, Deputierter und Revolutionär († nach 1802)
- 16. Januar: Michael Konrad Wankel, deutscher Gerbermeister und Abgeordneter des ersten Bayerischen Landtags († 1834)
- 19. Januar: Kasimire von Anhalt-Dessau, Fürstin zur Lippe-Detmold († 1778)
- 24. Januar: Charles James Fox, britischer Politiker († 1806)
- 27. Januar: Franz Karl Alter, deutscher Sprachwissenschaftler († 1804)

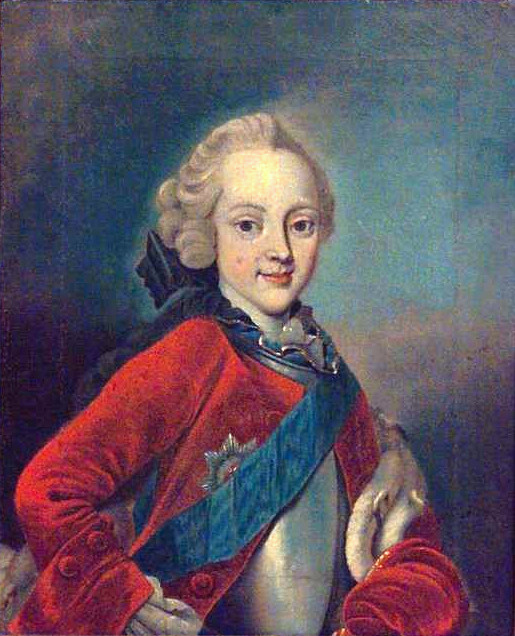
Christian VII. als Kind

- 29. Januar: Christian VII., König von Dänemark und Norwegen sowie Herzog von Schleswig und Holstein († 1808)
- 29. Januar: Rochus Franz Ignaz Egedacher, österreichischer Orgelbauer († 1824)
- 01. Februar: Franz II. Xaver von Salm-Reifferscheidt, deutscher Kardinal und Fürstbischof von Gurk († 1822)
- 06. Februar: Louis d'Illens, Schweizer Kaufmann und Sklavenhändler († 1819)
- 07. Februar: Benjamin Ogle, US-amerikanischer Politiker, Gouverneur von Maryland († 1809)
- 22. Februar: Johann Nikolaus Forkel, deutscher Organist und Musikhistoriker († 1818)
- 23. Februar: Elisabeth Mara, deutsche Opernsängerin († 1833)
- 25. Februar: Jeanbon St. André, französischer Präfekt in Mainz († 1813)
- 03. März: Françoise Eléonore Dejean de Manville, Comtesse de Sabran, französische Adelige und Salonnière († 1827)
- 04. März: Caroline Friederike Friedrich, deutsche Malerin († 1815)
- 05. März: Friederike von Alvensleben, deutsche Schauspielerin († 1799)

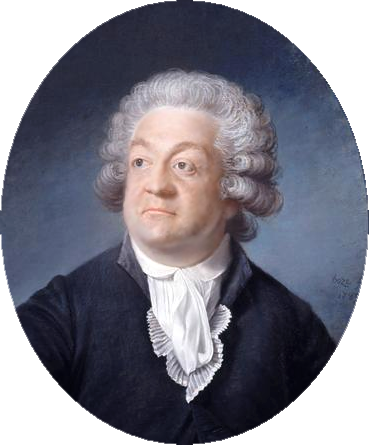
Graf von Mirabeau, Porträt von Joseph Boze, 1789

- 09. März: Honoré Gabriel de Riqueti, comte de Mirabeau, französischer Aristokrat und Revolutionär, Politiker, Physiokrat, Schriftsteller und Publizist († 1791)
- 10. März: Lorenzo da Ponte, italienischer Dichter und Librettist († 1838)
- 23. März: Pierre-Simon Laplace, französischer Mathematiker, Physiker und Astronom († 1827)
- 25. März: Johanne Friederike Lohmann, deutsche Schriftstellerin († 1811)
- 26. März: William Blount, US-amerikanischer Politiker († 1800)

### Zweites Quartal
- 02. April: David Ramsay, US-amerikanischer Historiker und Politiker († 1815)
- 04. April: Charlotte Christine Buissine, hessische Beamtentochter, Mätresse des Landgrafen Wilhelm IX. von Hessen-Kassel, des späteren Kurfürsten Wilhelm I. von Hessen
- 10. April: Johann Theodor Reinke, deutscher Ingenieur († 1825)

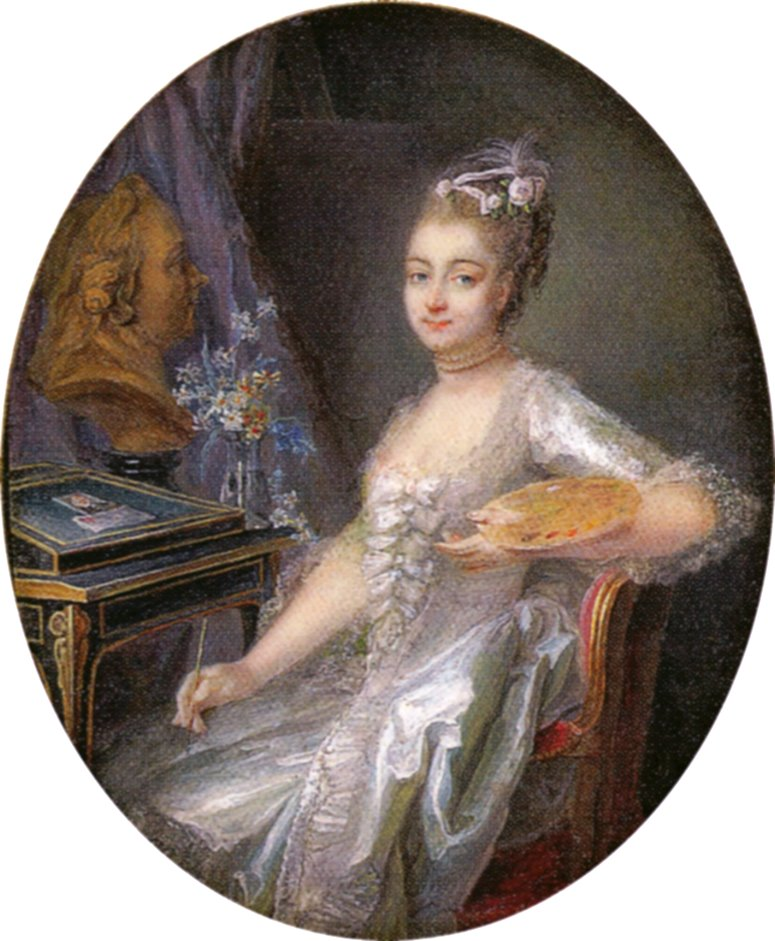
Selbstporträt Adélaïde Labille-Guiard, 1774

- 11. April: Adélaïde Labille-Guiard, französische Malerin und Gründerin der ersten Pariser Frauenschule für Malerinnen († 1803)
- 11. April: Johann Emanuel Samuel Uhlig, deutscher Strumpfwirker und Organist († 1822)
- 13. April: Jean Trembley, Schweizer Mathematiker und Philosoph († 1811)
- 19. April: Ōta Nampo, japanischer Schriftsteller († 1823)
- 28. April: Franz Louis Ernst Carl von Ziegesar, deutscher Oberjägermeister († 1826)
- 29. April: Heinrich Guttenberg, deutscher Kupferstecher († 1818)
- 04. Mai: Charlotte Turner Smith, englische Schriftstellerin, Dichterin und Übersetzerin französischer Prosa († 1806)
- 05. Mai: Jean-Frédéric Edelmann, elsässischer Cembalist und Komponist, Revolutionär († 1794)
- 12. Mai: Caroline von Uechtritz, deutsche Adelige und Autorin († 1809)
- 15. Mai: Levi Lincoln, US-amerikanischer Jurist und Politiker, Gouverneur von Massachusetts und Justizminister der Vereinigten Staaten († 1820)
- 16. Mai: Nikolai Abramowitsch Putjatin, russischer Philosoph und Philanthrop († 1830)

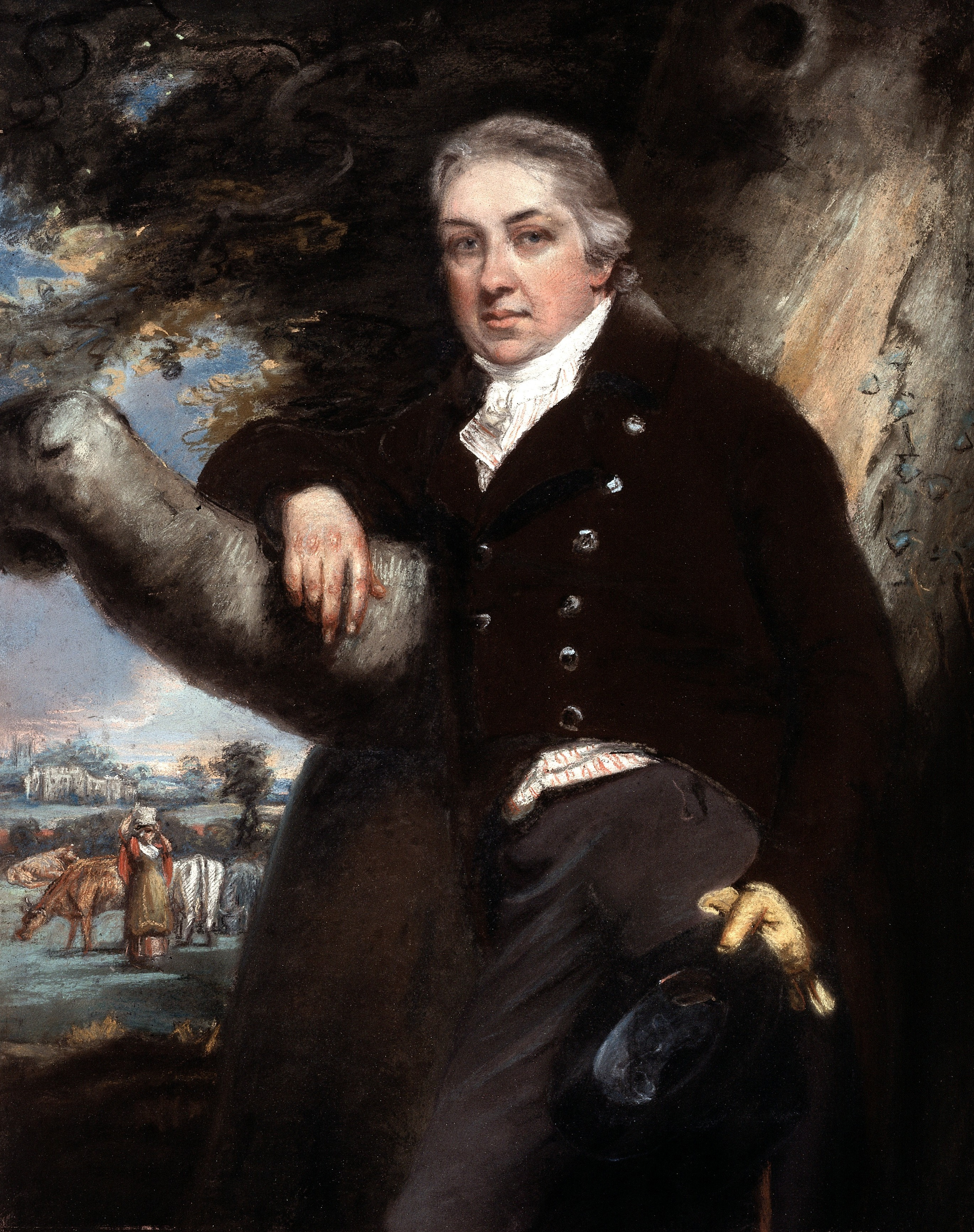
Edward Jenner

- 17. Mai: Edward Jenner, englischer Landarzt und Immunologe, Entwickler der Pockenschutzimpfung († 1823)
- 22. Mai: Valentin Sonnenschein, deutscher Bildhauer, Maler und Stuckateur († 1828)
- 04. Juni: Peter Godeffroy, deutscher Kaufmann († 1822)
- 11. Juni: Louise-Élisabeth de Croÿ de Tourzel, Ehrendame von Marie-Antoinette und Gouvernante der königlichen Kinder († 1832)
- 15. Juni: Georg Joseph Vogler, deutscher Komponist, Organist, Priester, Musikpädagoge und Musiktheoretiker († 1814)
- 17. Juni: Arnold Nicolai Aasheim, norwegischer Arzt und Physiker († 1800)
- 30. Juni: Laurenz Janscha, österreichisch-slowenischer Maler und Radierer († 1812)

### Drittes Quartal
- 16. Juli: Cyrus Griffin, US-amerikanischer Politiker, Präsident des Kontinentalkongresses († 1810)
- 03. August: Domenico Alberto Azuni, sardischer Geschichtsforscher und Rechtsgelehrter († 1827)
- 05. August: Thomas Lynch junior, Delegierter von South Carolina im Kontinentalkongress († 1779)
- 21. August: Edvard Storm, norwegischer Lyriker und Pädagoge († 1794)

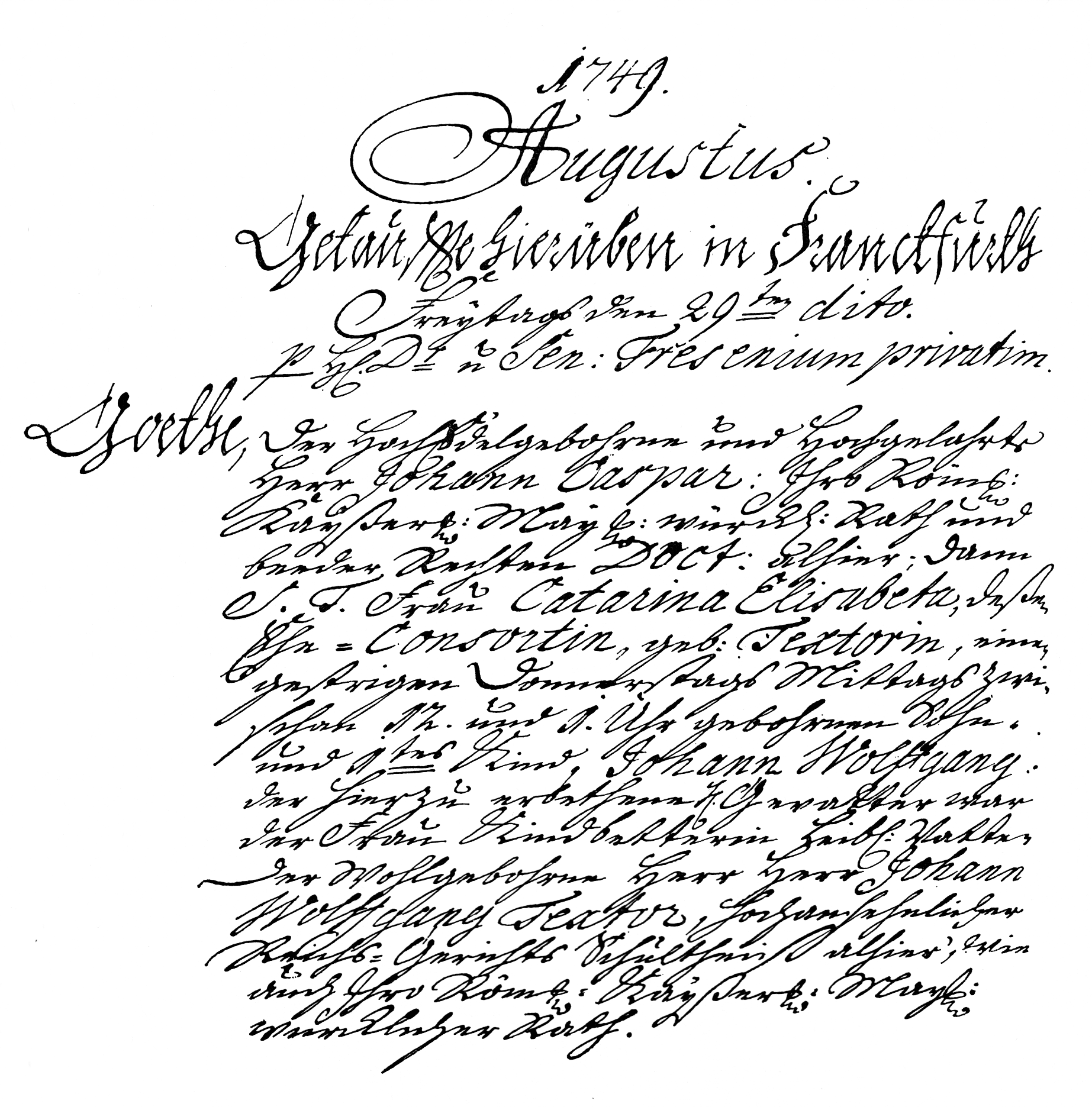
Goethes Geburts- und Taufeintrag vom August 1749

- 28. August: Johann Wolfgang von Goethe, deutscher Dichter und Gelehrter († 1832)
- 31. August: Alexander Nikolajewitsch Radischtschew, russischer Philosoph und Schriftsteller († 1802)
- 01. September: Lorenz Leopold Haschka, österreichischer Lyriker († 1827)
- 02. September: Joseph Allen, US-amerikanischer Politiker († 1827)
- 07. September: Anton Matthias Sprickmann, deutscher Schriftsteller und Jurist († 1833)
- 08. September: Mariano Álvarez de Castro, spanischer General († 1810)
- 08. September: Dominique Joseph Garat, französischer Politiker, Journalist, Philosoph und Schriftsteller († 1833)
- 08. September: Yolande Martine Gabrielle de Polastron, duchesse de Polignac, französische Adelige, Favoritin von Marie Antoinette und Gouvernante der königlichen Kinder († 1793)
- 08. September: Marie-Louise von Savoyen-Carignan, französische Adelige, Fürstin von Lamballe, Hofdame von Marie Antoinette († 1792)
- 11. September: Justus Perthes, deutscher Buchhändler und Verleger († 1816)
- 19. September: Jean-Baptiste Joseph Delambre, französischer Astronom († 1822)
- 25. September: Abraham Gottlob Werner, deutscher Mineraloge († 1817)
- 30. September: Joseph Jérôme Siméon, französischer Jurist und Politiker († 1842)

### Viertes Quartal
- 02. Oktober: Auguste Dorothea von Braunschweig-Wolfenbüttel, Äbtissin des kaiserlich freien weltlichen Reichsstifts Gandersheim († 1810)
- 06. Oktober: Johann Wilhelm Christoph von Ascheberg, preußischer Offizier und Beamter († 1811)
- 13. Oktober: Christoph Casimir Lerche, Generalstabsarzt und Leibarzt des russischen Kaisers Alexander I. († 1825)
- 14. Oktober: Erik Pauelsen, dänischer Zeichner, Kupferstecher und Maler († 1790)
- 18. Oktober: Johann Gotthelf Leberecht Abel, deutscher Arzt und Kunstsammler († 1822)
- 22. Oktober: Cornelis van der Aa, niederländischer Buchhändler und Schriftsteller († 1815)
- 24. Oktober: Jared Ingersoll, US-amerikanischer Jurist und Politiker († 1822)
- 27. Oktober: William Byron, britischer Politiker († 1776)
- 03. November: Daniel Rutherford, schottischer Chemiker und Botaniker († 1819)
- 05. November: Adélaïde-Marie Champion de Cicé, französische Ordensfrau und Gründerin der Gesellschaft vom Herzen Mariä († 1818)
- 06. November: Heinrich XIV. Reuß zu Greiz, österreichischer Gesandter in Preußen († 1799)
- 07. November: Christian Gottlieb Gmelin, deutscher Rechtswissenschaftler († 1818)
- 11. November: Caspar Josef Carl von Mylius, Kölner Patrizier, Soldat in österreichischen Diensten († 1831)
- 15. November: Wenzel Leopold Chlumčanský von Přestavlk, Bischof von Leitmeritz und Erzbischof von Prag († 1830)
- 17. November: Nicolas Appert, französischer Konditor und Erfinder († 1841)
- 17. November: Johann Erich Biester, deutscher Philosoph († 1816)
- 23. November: Edward Rutledge, US-amerikanischer Politiker, Unterzeichner der Unabhängigkeitserklärung († 1800)
- 02. Dezember: Elisabeth Berenberg, Hamburger Bankierin († 1822)
- 03. Dezember: Francisco Javier de Lizana y Beaumont, spanischer Bischof, Erzbischof von Mexiko und Vizekönig von Neuspanien († 1811)
- 08. Dezember: Peder Anker, norwegischer Staatsmann und Gutseigner († 1824)
- 17. Dezember: Domenico Cimarosa, italienischer Opernkomponist († 1801)
- 19. Dezember: Benjamin Geithner, evangelischer Geistlicher († 1829)
- 22. Dezember: António Botelho Homem Bernardes Pessoa, portugiesischer Adeliger und Gouverneur von Portugiesisch-Timor und Solor († 1810)
- 24. Dezember: Karl Gottfried Hagen, deutscher Pharmazeut und Universalgelehrter († 1829)
- 27. Dezember: Sophie Eleonore von Kortzfleisch, deutsche Schriftstellerin († 1823)

### Genaues Geburtsdatum unbekannt
- William Black, Arzt, Pharmakologe, Medizinhistoriker und erster bekannter Medizinstatistiker († 1829)
- Joseph Coleman, britischer Seemann auf der Bounty († 1819)
- John E. Colhoun, US-amerikanischer Politiker († 1802)
- Thomas Daniell, englischer Maler und Radierer († 1840)
- Ganku, japanischer Maler († 1839)
- Ioan Piuariu-Molnar, siebenbürgischer Ophthalmologe und Schriftsteller († 1815)
- Philip Reinagle, englischer Zeichner, Porträt-, Tier- und Landschaftsmaler († 1833)
- Joseph Thaddäus von Sumerau, letzter vorderösterreichischer Regierungspräsident in Freiburg († 1817)

### Geboren um 1749
- Sophie Wilhelmine Scheibler, brandenburgische Kochbuchautorin († vor 1829)

## Gestorben

### Januar bis April
- 11. Januar: Jan Karel Kovář, böhmischer Freskenmaler (* um 1709)
- 30. Januar: Ernst Christoph von Manteuffel, kursächsischer Gesandter und Kabinettsminister, habsburgischer Geheimagent, Schriftsteller und Mäzen (* 1676)
- 31. Januar: Roger Morris, englischer Architekt (* 1695)
- 01. Februar: Françoise Marie de Bourbon, Herzogin von Chartres und Herzogin von Orléans (* 1677)
- 03. Februar: André Cardinal Destouches, französischer Komponist (* 1672)
- vor dem 7. Februar: Peter Monamy, britischer Maler (* 1681)
- 07. Februar: Joseph Ruffini, deutscher Maler
- 08. Februar: Jan van Huysum, niederländischer Maler (* 1682)
- 09. Februar: Anselm Franz von Ingelheim, Fürstbischof von Würzburg (* 1683)
- 12. Februar: Valentin Ernst Löscher, deutscher lutherischer Theologe und Kirchenlieddichter (* 1673)
- 27. Februar: Daniel Cajanus, polnischer Kavallerist, einer der größten Menschen seiner Zeit (* 1704)
- 06. März: Moritz Bodenehr, deutscher Kupferstecher (* 1665)
- 08. März: Nicolas Fréret, französischer Historiker (* 1688)
- 12. März: Alessandro Magnasco, genuesischer Maler (* 1667)
- 15. März: Alexander Iwanowitsch Rumjanzew, russischer General (* 1680)
- 23. März: Johann Georg Gottschald, erzgebirgischer Hammerherr (* 1691/92)
- 31. März: Johann Heel, süddeutscher Maler (* 1685)
- 10. April: Gottfried Anshelm von Lindenau, deutscher Rittergutsbesitzer (* 1693)
- 14. April: Balthasar Denner, deutscher Maler (* 1685)
- 19. April: Egid Verhelst der Ältere, flämischer Bildhauer (* 1696)
- 23. April: Johann Siegmund Kirchmayer, deutscher evangelischer Geistlicher und Hochschullehrer (* 1674)
- 27. April: Mechitar von Sebasteia, armenisch-apostolischer, später armenisch-katholischer Geistlicher und Ordensgründer (* 1676)
- 00.April: Nikolaus Gottfried Stuber, deutscher Maler (* 1688)

### Mai bis August
- 20. Mai: Adil Schah, Schah von Persien
- 23. Mai: Joachim Wagner, deutscher Orgelbauer (* 1690)
- 26. Mai: Johann Georg Fincke, deutscher Orgelbauer (* um 1680)
- 27. Mai: Maria Caroline Charlotte von Ingenheim, bayerische Hofdame und Favoritin des späteren Kurfürsten bzw. Kaisers Karl Albrecht von Bayern (* 1704)
- 28. Mai: Pierre Subleyras, französischer Maler (* 1699)
- 30. Mai: Sophie Charlotte von Hessen-Kassel, Herzogin zu Mecklenburg (* 1678)
- 10. Juni: Rip Van Dam, kommissarischer britischer Gouverneur der Provinz New York (* um 1660)
- 11. Juni: Johann Bernhard Bach der Ältere, deutscher Komponist (* 1676)
- 13. Juni: Jan Frans van Bloemen, flämischer Maler (* 1662)
- 13. Juni: Balthasar Nick, deutscher Baumeister (* 1678)
- 13./14. Juni: John Norris, britischer Marineoffizier (* 1670/71)
- 14. Juni: Jean Henri Huguetan, französischer Bankier in Dänemark (* 1667)
- 21. Juni: Maria Renata Singer von Mossau, Nonne und Superiorin im Kloster Unterzell, Opfer der Hexenverfolgungen im Hochstift Würzburg (* 1679)
- 01. Juli: William Jones, walisischer Mathematiker (* 1675)
- 12. Juli: Charles de la Boische, französischer Marineoffizier und Gouverneur von Neufrankreich (* 1671)
- 15. Juli: Johann Michael Funcke, Erfurter Buchdrucker und Verleger (* 1678)
- 17. Juli: Samuel Henzi, Schweizer Schriftsteller, Politiker und Revolutionär (* 1701)
- 19. Juli: Armand I. Gaston Maximilien de Rohan-Soubise, französischer Kardinal, Bischof von Straßburg und Großkaplan von Frankreich (* 1674)
- 24. Juli: Carl Friedrich von Zocha, Obristbaudirektor, Geheimrat und Minister im Markgraftum Brandenburg-Ansbach (* 1683)

- 04. August: Johann Elias Greifenhahn, deutscher Hochschullehrer (* 1687)
- 07. August: Daniel Gottlieb Treu, deutscher Violinist und Komponist (* 1695)
- 13. August: Johann Elias Schlegel, deutscher Dichter, Jurist und Dichtungstheoretiker (* 1719)
- 25. August: Anton Passauer, Anführer der bayerischen Volkserhebung von 1705
- 29. August: Matej Bel, ungarisch-slowakischer Historiker, lutherischer Theologe, Pädagoge und Geschichtsschreiber (* 1684)

### September bis Dezember
- 07. September: Johann Jacob Heidegger, Zürcher Impresario in London (* 1666)
- 10. September: Émilie du Châtelet, französische Mathematikerin, Physikerin, Philosophin, Übersetzerin und Frauenrechtlerin (* 1706)
- 17. September: Johann Friedrich Penther, deutscher Mathematiker und Architekturtheoretiker (* 1693)
- 27. September: August Müller, deutscher evangelisch-lutherischer Theologe (* 1679)
- 28. September: Christian, nicht regierender Fürst von Schwarzburg-Sondershausen (* 1700)
- 01. Oktober: Abraham Bedros I. Ardzivian, Patriarch von Kilikien der armenisch-katholischen Kirche (* 1679)
- 04. Oktober: Franz von der Trenck, preußischer Offizier und Freischärler (* 1711)
- 09. Oktober: Luís da Cunha, portugiesischer Diplomat (* 1662)
- 10. Oktober: Jost Christian zu Stolberg-Roßla junior, deutscher Militär im Dienst der Kaiserin von Russland und danach des Königs von Preußen (* 1722)
- 19. Oktober: William Ged, schottischer Erfinder (* 1690)
- 26. Oktober: Louis-Nicolas Clérambault, französischer Komponist und Organist (* 1676)
- 02. November: Joseph Franz Adolph, mährischer Tiermaler (* 1671)
- 09. November: Gaspar da Costa, Anführer der Topasse in Westtimor
- 11. November: Friedrich Wilhelm II., Herzog von Schleswig-Holstein-Sonderburg-Beck, preußischer Generalfeldmarschall und Gouverneur von Berlin (* 1687)
- 14. November: Maruyama Gondazaemon, japanischer Sumōringer (* 1713)
- 15. November: Johann Christoph Wiegleb, deutscher Orgelbauer (* 1690)
- 21. November: Johann Berenberg, deutscher Kaufmann und Genealoge (* 1674)
- 27. November: Gottfried Heinrich Stölzel, deutscher Kapellmeister, Komponist und Musiktheoretiker (* 1690)
- 29. November: Ernst II. Leopold, Landgraf von Hessen-Rotenburg (* 1684)
- 04. Dezember: Claudine Guérin de Tencin, französische Salonnière (* 1682)
- 05. Dezember: Pierre Gaultier de Varennes, sieur de La Vérendrye, franko-kanadischer Offizier, Pelzhändler und Entdecker (* 1685)
- 15. Dezember: Shahu I., indischer Regent (* 1682)
- 19. Dezember: Francesco Antonio Bonporti, italienischer Priester, Violinist und Komponist (* 1672)
- 20. Dezember: Isaak Steiger, Schultheiss von Bern (* 1669)

### Genaues Todesdatum unbekannt
- September: Jacoba Maria van Nickelen, niederländische Malerin (* um 1680)
- Ebrāhim Schah Afschār, Schah von Persien aus der Dynastie der Afschariden
- Elisabeth Catharina von Barckhaus, deutsche Bürgersfrau und Stifterin (* 1696)
- Inthasom, König von Luang Prabang in Laos